# Bror Marklund

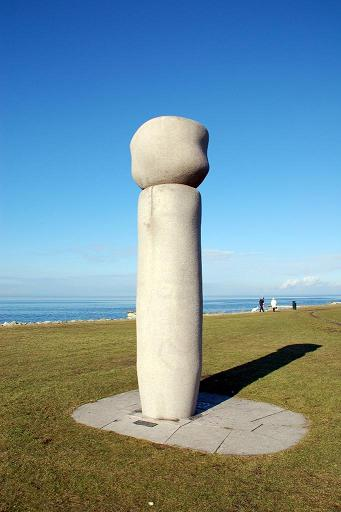
Flüchtlingsdenkmal von Bror Marklund in Malmö.

Bror Hjalmar Marklund (* 3. Dezember 1907 in Husum bei Örnsköldsvik, Schweden; † 1977) war ein schwedischer Bildhauer und Professor an der Kungliga Konsthögskolan Stockholm.
Bror Marklund verlor seine Eltern früh und wurde in Umeå zum Tischler ausgebildet. 1926 begann er als Bildhauer in Stockholm und ab 1928 studierte er an der dortigen Kunstakademie bei Carl Milles und Nils Sjöberg. Zu seinen Inspirationsquellen zählten Aristide Maillol und Charles Despiau. Als Stipendiat unternahm Marklund von 1934 bis 1936 eine Reise nach Italien und Frankreich. In Paris beeindruckten ihn Ossip Zadkine und Henri Laurens mit ihrem modernen Stil und auch Pablo Picassos und Henry Moores Werke spiegeln sich in Marklunds Skulpturen wider.
Zu Bror Marklunds Werken zählen die Skulptur „Thalia“ im Eingangsbereich des Stadttheaters Malmö, die Statue „DNA-Molekül“ in Uppsala, die Portaleinfassung des Polizeipräsidiums in Stockholm und die Bronzetüren der SEB-Bank-Zentrale ebendort. Allgemein bekannt wurde Marklund, als er 1938 den Wettbewerb zur Gestaltung der Bronzepforten für das Historische Museum in Stockholm gewann. Die Türen sind unter dem Motto „Erbe der Väter“ gestaltet und wurden durch den Roman Trägudars land (Land der hölzernen Götter) von Jan Fridegård, indische Kunst, Plastiken aus dem 11. Jahrhundert und Picassos Werk Guernica inspiriert. Zu den hervorstechenden Motiven zählen eine schwangere Frau, der Gott Odin und der Bischof Ansgar.
Bror Marklund wurde 1953 Mitglied der schwedischen Kunstakademie und 1959 Professor für Zeichnen an der Stockholmer Kunsthochschule. Seine Skulpturen wurden von Zeitgenossen oft als erotisch primitiv, im heidnischen Stil mit mittelalterlichem Anstrich oder als brutal, veraltet und übermäßig monumental bezeichnet. Marklund bemerkte auch selbst, dass vordergründige Ästhetik nicht sein Ziel war. Ungeachtet dessen erhielt er mehrere staatliche Preise, und nach seinem Tod stiftete die Gemeinde Örnsköldsvik ein Stipendium zu seinen Ehren. Marklunds Sommerwerkstatt in Funäsdalen wurde in das Museum und die Kunsthalle von Örnsköldsvik überführt.
Bror Marklund war zweimal verheiratet.
| Personendaten    | Personendaten                    |
| ---------------- | -------------------------------- |
| NAME             | Marklund, Bror                   |
| ALTERNATIVNAMEN  | Marklund, Bror Hjalmar           |
| KURZBESCHREIBUNG | schwedischer Bildhauer           |
| GEBURTSDATUM     | 3. Dezember 1907                 |
| GEBURTSORT       | Husum bei Örnsköldsvik, Schweden |
| STERBEDATUM      | 1977                             |